# Ōmu
Ōmu (雄武町?) è una cittadina giapponese della prefettura di Hokkaidō.